# Cabestana spengleri
Cabestana spengleri är en snäckart som beskrevs av Perry 1811. Cabestana spengleri ingår i släktet Cabestana och familjen Ranellidae. Inga underarter finns listade i Catalogue of Life.

## Bildgalleri

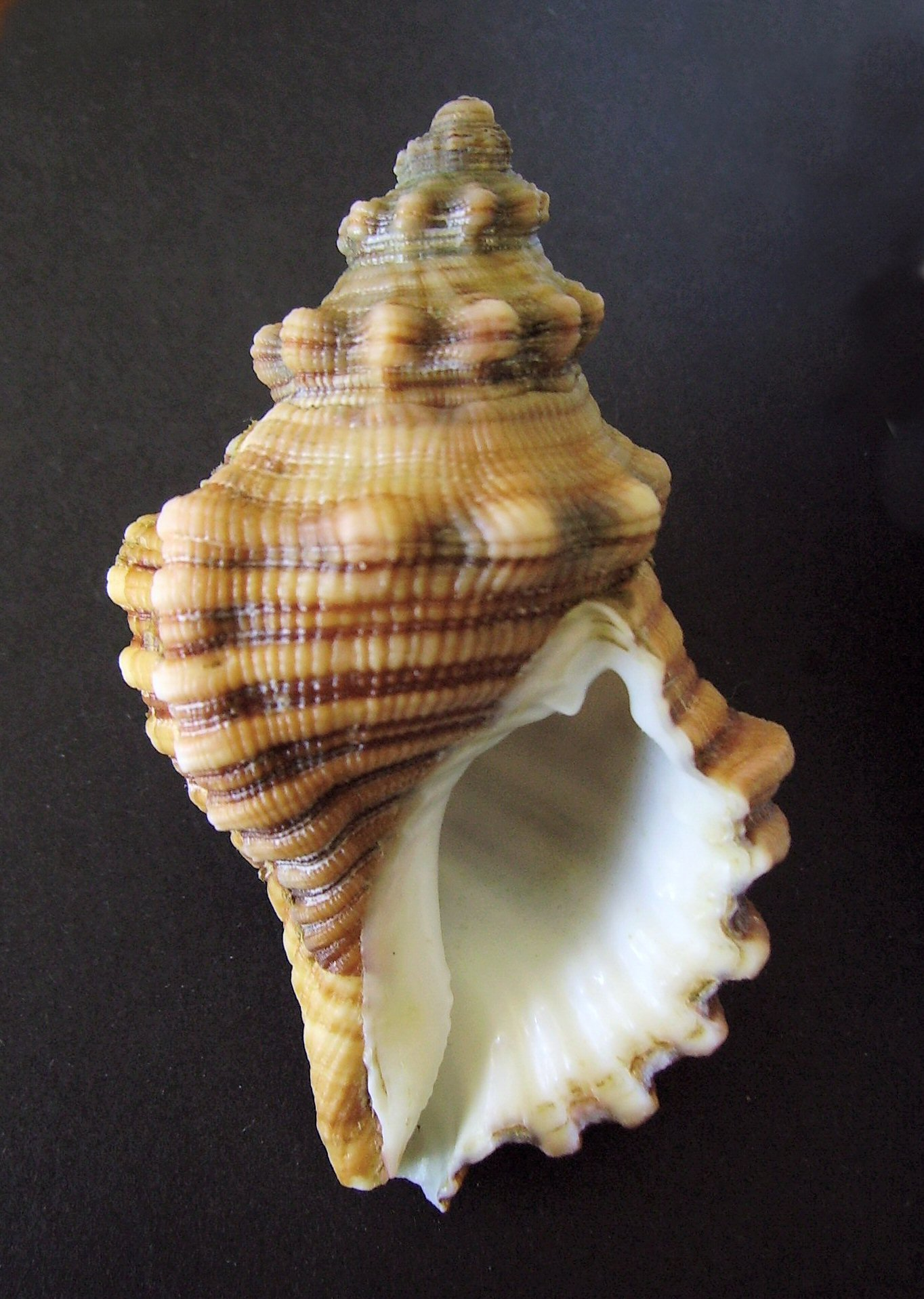
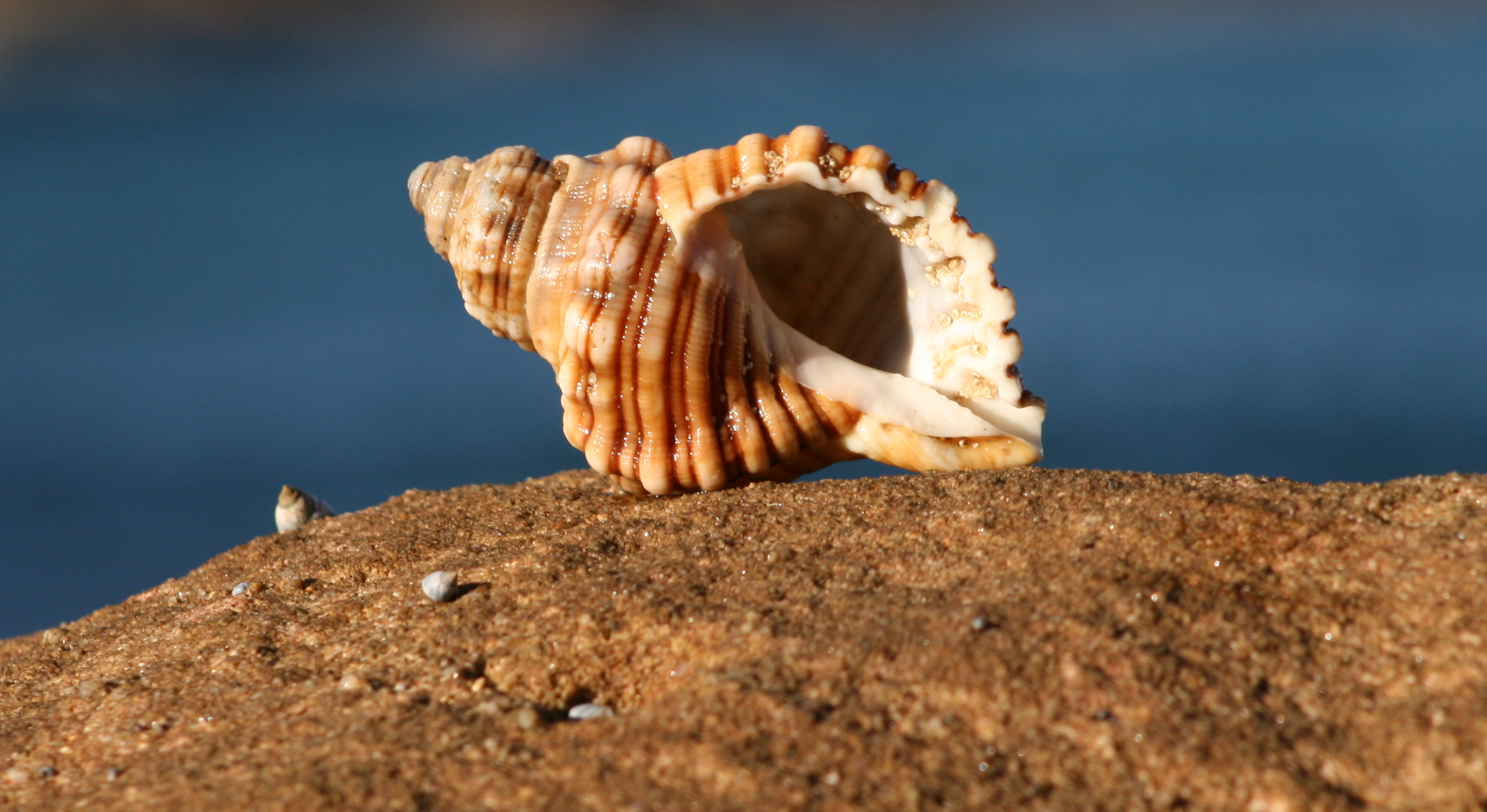